# Харечко Ірина Іванівна
Харечко Ірина Іванівна (*1971, Київ) — українська органістка, Заслужена артистка України (2016). Солістка-органістка Національного будинку органної та камерної музики України.

## Життєпис
Випускниця Національної музичної академії України ім. П. І. Чайковського (Київ) по класу фортепіано (професор О.Снєгірьов) та класу органа (професор Г.В.Булибенко) Ірина Харечко захистила в 1996 році європейський диплом соліста-органіста в Maastricht Academy of Music (Голландія) під керівництвом професора Dorothy de Roij і згодом, у 1999 році, закінчила аспірантуру при Національній музичній академії України ім. П. І. Чайковського за фахом органного виконавства (професор Г.В.Булибенко).
Молода артистка вдосконалювала свою майстерність у майстер-класах відомих європейських музикантів: проф. Фердінанд Клінда (Словаччина), проф. Бернгард Білетер (Швейцарія), проф. Йоганн Труммер (Австрія), проф. Кристофер Стембрідж (Італія, Великобританія) та ін.
Професійну діяльність як органістка розпочала в 1992 році у складі  Ансамблю класичної музики ім. Б. Лятошинського під орудою Лауреата Національної премії імені Т. Шевченка, народного артиста України  В.М.Іконника. Першою значною віхою на творчому шляху органістки стала її участь на Міжнародному фестивалі старовинної музики в м. Брюгге (Бельгія, 1994). 
З 2016 – Заслужена артистка України.
Співпрацювала з славнозвісними диригентами (К. Пендерецький, Теодор Кучар, Герой України, Лауреат Національної премії імені Т. Шевченка, народний артист України Є. Савчук, Лауреати Національної премії імені Т. Шевченка, народні артисти України В. М. Іконник, В. Сіренко, В. Шейко, народні артисти України Р. Кофман, М. Дядюра, В. Іконник-Захарченко, І. Андрієвський, Б. Пліш), солістами-вокалістами (Герой України, лауреат Державної премії України імені Т. Шевченка, народна артистка України О. І. Басистюк, заслуженими артистами України - Н. Лавренова, М. Ліпінська, І. Пліш, Т. Гавриленко та ін.), Ансамблем класичної музики імені Б. Лятошинського, Національною заслуженою академічною капелою України «Думка», Національним заслуженим академічним симфонічним оркестром України, інструментальними ансамблями (Квартет імені Миколи Лисенка, Камерний ансамбль «Київ-Брасс», Камерний ансамбль «Київ»), чисельними хоровими колективами, а також знаними композиторами сучасності  - К. Пендерецький (Польща), Лауреат Національної премії імені Т. Шевченка, народна артистка України Л. В. Дичко, заслужений діяч мистецтв України В.Зубицький, М.Шух, В. Гончаренко (Україна) та ін. 
Артистка гастролює в Україні та закордоном (Бельгія, Голландія, Молдова, Німеччина, Польща, США). Учасниця чисельних органних фестивалів.

У творчій скарбниці органістки – фондові записи на українському радіо та телебаченні, три компакт-диски («Твори Й. С. Баха», «Музика старого світу», «Французька органна музика ХІХ–ХХ століть»), більше 200 органних творів різних стилів та епох.
«Ірина Харечко – одна із найяскравіших зірок на небосхилі українського та світового органного мистецтва. Притаманні риси виконавського стилю органістки – філігранна мілка техніка, артикуляційна чіткість, відчуття стилю, віртуозне володіння інструментом та вишуканий артистизм...».